# Minerva (estàtua)
Minerva és una estàtua d'argila provinent del Temple d'Atena, trobada durant les excavacions arqueològiques de l'antiga ciutat d'Estàbia (l'actual Castellammare di Stabia) i conservada a l'Antiquarium stabiano.

## Història i descripció
L'estàtua data del segle iii aC i es va trobar l'any 1984, el mateix any en què es va descobrir el lloc del seu origen, és a dir una séquia votiva a Privati pertanyent a un temple probablement dedicat a Atena, com ho demostra la mateixa estàtua un cop restaurada (ja que estava reduïda a fragments), i es va conservar a l'interior de l'Antiquarium stabiano.
L'estàtua està feta d'argila marró amb dos motlles, un al davant i l'altre al darrere. Malgrat que estigui restaurada, encara hi ha indicis d'esquerdes i abrasions i està especialment malmesa a la base. La figura femenina que representa Minerva porta un quitó sense mànigues, amb un cinturó a la cintura i un apoptigma més llarg als malucs, mentre que l'ègida es veu al pit. Tota l'estàtua sembla reposar el seu pes sobre la cama esquerra, mentre la dreta està en acte d'avançar lleugerament endavant. La mà dreta es troba col·locada al maluc, mentre l'esquerra sosté un escut amb la cara de la Gòrgona al centre que reposa al terra aguantat amb una cama. El cap, lleugerament inclinat, està rematat per un casc amb polos i a sota es poden notar uns quants pèls, més visibles als costats de la cara: a. A les orelles es poden veure arracades, mentre que la cara, de forma ovalada, denota una certa cura en la seva realització. La part davantera de l'estàtua és completament llisa.